# Г'юстон (округ, Міннесота)
Шаблон:StateAbbr_ 43°40′ пн. ш. 91°29′ зх. д. / 43.67° пн. ш. 91.49° зх. д.
Округ Г'юстон (англ. Houston County) — округ (графство) у штаті Міннесота, США. Ідентифікатор округу 27055.

## Історія
Округ утворений 1854 року.

## Демографія
За даними перепису
2000 року
загальне населення округу становило 19718 осіб, зокрема міського населення було 8576, а сільського — 11142.
Серед мешканців округу чоловіків було 9733, а жінок — 9985. В окрузі було 7633 домогосподарства, 5408 родин, які мешкали в 8168 будинках.
Середній розмір родини становив 3,05.
Віковий розподіл населення поданий у таблиці:
| Стать    | До 15 років | 15-21 | 22-29 | 30-39 | 40-49 | 50-65 | 65-85 | Понад 85 |
| -------- | ----------- | ----- | ----- | ----- | ----- | ----- | ----- | -------- |
| Чоловіки | 2214        | 989   | 686   | 1272  | 1725  | 1496  | 1182  | 169      |
| Жінки    | 2125        | 864   | 738   | 1389  | 1611  | 1450  | 1455  | 353      |

## Суміжні округи
- Вінона — північ
- Ла-Кросс, Вісконсин — північний схід
- Вернон, Вісконсин — схід
- Алламакі, Айова — південь
- Віннешік, Айова — південний захід
- Філлмор — захід

## Виноски
1. ↑  US Decennial Census. US Census Bureau. Архів оригіналу за 26 квітня 2015. Процитовано 15 жовтня 2014.
2. ↑  Historical Census Browser. University of Virginia Library. Архів оригіналу за 11 серпня 2012. Процитовано 15 жовтня 2014.
3. ↑  Population of Counties by Decennial Census: 1900 to 1990. US Census Bureau. Архів оригіналу за 4 серпня 2014. Процитовано 15 жовтня 2014.
4. ↑  Census 2000 PHC-T-4. Ranking Tables for Counties: 1990 and 2000 (PDF). US Census Bureau. Архів оригіналу (PDF) за 18 грудня 2014. Процитовано 15 жовтня 2014.
5. ↑  State & County QuickFacts. Бюро перепису населення США. Архів оригіналу за 7 червня 2011. Процитовано 1 вересня 2013.(англ.) Наведено за англійською вікіпедією.
6. ↑  American FactFinder. Бюро перепису населення США. Архів оригіналу за 21 травня 2008. Процитовано 31 січня 2008.

| США | Це незавершена стаття з географії США. Ви можете допомогти проєкту, виправивши або дописавши її. |